# بخش مونلوسن
بخش مونلوسن (به فرانسوی: Arrondissement de Montluçon) یک بخش در فرانسه است که در آلیه واقع شده‌است.